# Elmer (cràter)
Elmer és un petit cràter d'impacte al sud del Mare Smythii, prop de l'extrem oriental de la Lluna. Aquest cràter s'observa amb un angle molt oblic des de la Terra, i la seua visibilitat es veu afectada per la libració. Elmer és al sud-oest del cràter Kreiken, i a l'est-sud-est de Dale, una formació més gran.
És un cràter circular amb forma de bol, amb una plataforma interior que ocupa si fa no fa la meitat del diàmetre total.